# Eure-et-Loir
Eure-et-Loir este un departament francez a cărui prefectură, Chartres, este situată la 90 km vest-sud-vest de Paris. Orașele Dreux, Châteaudun și Nogent-le-Rotrou sunt subprefecturile sale. Face parte din regiunea Centre-Val de Loire.
Numele său provine de la cele două principale râuri care îl traversează, Eure, afluent al Senei, și Loir, afluent al râului Sarthe. INSEE și Poșta Franceză îi atribuie codul 28.

## Geografie

### Departamente limitrofe
| Eure   |              | Yvelines |
| Orne   |              | Essonne  |
| Sarthe | Loir-et-Cher | Loiret   |

Harta Eure-et-Loir.

Departamentul Eure-et-Loir se întinde la vest-sud-vest de aglomerația pariziană și cuprinde mai multe platouri: Thymerais în nord-vest, Drouais în nord și Beauce, care se întinde în est și include Dunois în sud. În vestul departamentului, relieful se ridică și formează colinele Perche, care se învecinează atât cu Normandia, cât și cu Pays de la Loire. Zona numită Faux Perche marchează tranziția dintre Beauce și Perche. În plus, departamentul a beneficiat de crearea parcului natural regional Perche.
Principalele râuri ale departamentului alimentează două bazine hidrografice: cel al Senei, în nord, cu afluentul său Eure și subafluenții Avre și Blaise, și cel al Loarei, în sud, cu afluentul său Loir și subafluenții Ozanne, Conie și Yerre.
Pădurea, cu aproximativ 75.000 de hectare (din care 80% aparțin domeniului privat și 10.000 de hectare sunt păduri domaniale), este de asemenea prezentă, în special în nord-vestul departamentului. Pădurile Senonches (4.300 ha), Dreux (3.300 ha), Châteauneuf (1.750 ha) și Montécot (635 ha) găzduiesc cele mai mari masive forestiere. Valea râului Eure constituie, de asemenea, o rețea verde și împădurită, care contrastează cu platoul Beauce din apropiere.

### Geologie și relief
Departamentul este împărțit în patru regiuni: Perche, în sud-vest; Faux Perche, la marginea acestuia; în est și sud, Beauce, cu Beauce chartraine în jurul orașului Chartres; iar în nord-vest, Drouais-Thymerais (în jurul orașelor Dreux și Châteauneuf-en-Thymerais). Relieful și dispunerea cursurilor de apă în Perche și Beauce pot fi deduse dintr-o hartă topografică.

#### Repartizarea cursurilor de apă
Repartizarea cursurilor de apă este diferită: acestea sunt mai numeroase în sud-vest, în regiunea Perche, decât în Beauce. Deși există o mică diferență în cantitatea de precipitații, aceasta nu poate explica singură această distribuție. Oricum, se observă că în Perche apa se scurge la suprafață, în timp ce în Beauce acest fenomen nu are loc. Acolo, apa se infiltrează în sol, ceea ce se datorează unei diferențe geologice la nivelul rocilor subterane. Subsolul din Perche este compus în principal din nisip și gresie, cu argilă cu silex, în timp ce subsolul din Beauce este format în principal din calcar.

#### Subsolul regiunii Perche
În ceea ce privește geologia regiunii Perche, structura actuală ar avea legătură cu formarea Alpilor. În timpul acestui eveniment, rocile sedimentare s-au pliat, formând un relief bombat (anticlinal) în zona Perche. Deoarece rocile din Masivul Armorican sunt „rigide” (fiind în principal granit), acestea au acționat ca un „zid” împotriva căruia s-au blocat rocile sedimentare ale Bazinului Parisian, inclusiv cele din Perche. Astfel, Perche se află la o altitudine mai mare decât Beauce.
Pe de altă parte, vechile falii hercinice (aici din Masivul Armoric) s-au reactivat, permițând prăbușirea vârfului acestui relief bombat. Astfel, în prezent, zona centrală este compusă din argilă cu silex, iar în jurul acesteia se găsesc nisip și gresie. Prezența argilei, gresiei și nisipului permite apei să se scurgă la suprafață și să se adune în cursuri de apă. Cantitatea de precipitații este relativ ridicată, atingând aproximativ 700 mm anual.

#### Subsolul regiunii Beauce
În calcarul din Beauce se găsesc fosile, în special Planorbidae și Lymnaea (specii de apă dulce care există și astăzi), ceea ce indică prezența unui lac în această regiune în trecut. Acest lac a fost responsabil pentru formarea calcarului. De asemenea, se găsește argilă cu silex, rezultată din procesul de decalcifiere a calcarului (care, prin urmare, nu era pur). Calcarul s-a dizolvat, iar argila și fragmentele de silex au rămas.
Astfel, în Beauce, calcarul se dizolvă ușor, permițând apei de ploaie să se infiltreze rapid în sol, motiv pentru care nu există (sau există foarte puține) râuri de suprafață. În plus, cantitatea de precipitații este relativ scăzută, atingând aproximativ 500 mm anual.

#### Relieful
Relieful diferă între sud-vest și nord/nord-est: este deluros în sud-vest și relativ plat în nord și nord-est.
Pe de o parte, eroziunea cauzată de apă a săpat văi în sud-vest, modelând astfel relieful. În plus, sud-vestul departamentului face parte din regiunea Perche, care reprezintă o zonă de tranziție între Masivul Armoric și Bazinul Parisian.
În nord și nord-est, apa a „înmuiat” roca, ceea ce a permis formarea unei suprafețe plane. Această zonă este compusă din calcar mai mult sau mai puțin argilos. De fapt, calcarul este în mod natural dizolvat de apa de ploaie, îmbogățită cu dioxid de carbon provenit din activitatea organismelor vii din sol. Acest proces poate duce, în timp, la formarea unor „goluri” sau „fisuri” în rocă, numite diaclaze.
Astfel, în nord și nord-est, apa se infiltrează rapid în profunzime, fără a forma scurgeri de suprafață semnificative, și ajunge în pânza freatică, care este reținută de straturile mai adânci și impermeabile ale subsolului.

#### Habitatul în legătură cu geologia
Construcțiile vechi reflectă, în general, compoziția subsolului:
- În Beauce, casele vechi sunt construite din calcar, material abundent în această regiune.
- În Perche, locuințele sunt realizate din torchis (un amestec de argilă și paie), dintr-un conglomerat numit grison (fragmente de silex cimentate cu calcar și argilă), din cărămidă și din gresie roussard (de culoare roșiatică datorită conținutului ridicat de fier oxidat, adică rugină).

Aceste construcții sunt, de asemenea, legate de activitatea agricolă.
În Perche, fermele au o formă alungită (o casă de locuit care este extinsă în timp, pe măsură ce apar noi necesități sau când resursele financiare permit acest lucru). Aceste construcții sunt numite „longères”.
Câmpurile sunt delimitate de garduri vii (haies), care servesc atât ca separare a terenurilor, cât și ca protecție pentru animale, care sunt ținute în siguranță în aceste spații împrejmuite natural.
În Beauce, curțile fermelor sunt închise, dar câmpurile sunt deschise (openfield). Acest lucru permite menținerea animalelor de fermă în curte.

#### Evoluția peisajului
A existat o reducere a numărului de parcele (deci o modificare a peisajului) în Beauce și în Perche, ca urmare a comasării terenurilor între secolul al XIX-lea și 1980, pentru a mări suprafața și a permite utilizarea echipamentelor agricole.

### Climă
Departamentul prezintă un contrast climatic între partea sa de vest și sud-vest, umedă (care face parte din Perche), și partea sa de sud și est, caracteristică regiunii Beauce, care face parte dintre cele mai puțin ploioase regiuni ale Franței, alături de Haut-Languedoc.

### Transporturi

#### Transportul rutier

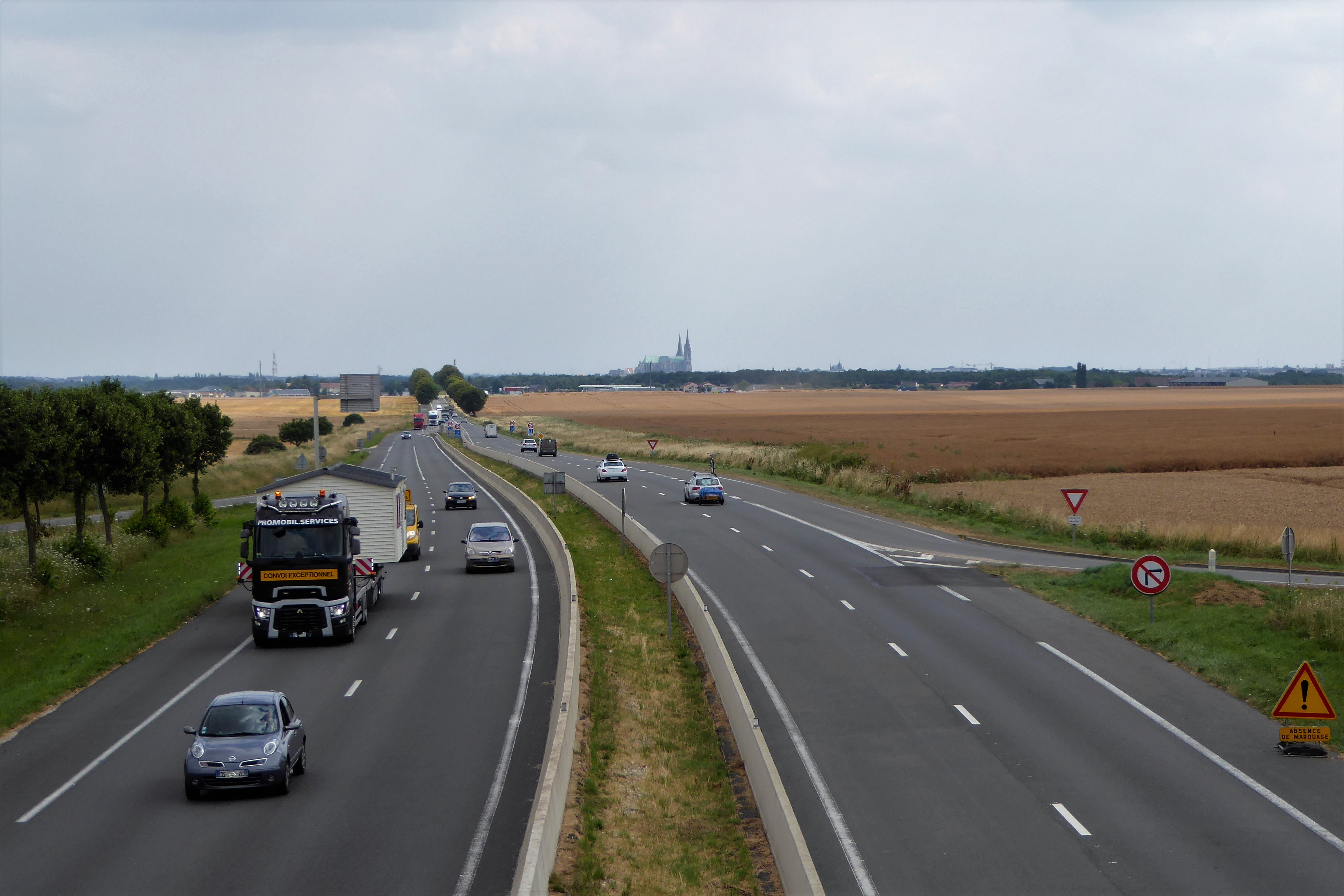
RN 154 la nord de Chartres.

Autostrăzile A10 și A11, care leagă Île-de-France de vestul și sud-vestul Franței, sunt printre cele mai vechi autostrăzi concesionate — deschise între 1966 și 1975 — și printre cele mai circulate din Franța. Aceste autostrăzi, destinate în principal traficului pe distanțe lungi, au puține noduri rutiere cu rețeaua clasică: un singur nod pentru A10, în apropiere de Toury, și trei pentru A11, de o parte și de alta a prefecturii Chartres și între Brou și Nogent-le-Rotrou.
Pe lângă aceste două autostrăzi concesionate, trei drumuri naționale parțial amenajate la 2x2 benzi leagă departamentul Eure-et-Loir de aglomerația pariziană: RN 12 deservește a doua aglomerație a departamentului, Dreux, RN 10 leagă Chartres și A11 de sudul departamentului (Bonneval, Châteaudun), iar RN 20, declasată în 2006 ca RD 2020, oferă acces la extremitatea sud-estică a departamentului (Toury).
RN 154 este principalul ax transversal al departamentului, legând între ele cele două principale orașe ale acestuia, precum și Rouen la nord și Orléans la sud. Acest drum suportă un trafic intens de camioane, în special datorită activității porturilor Rouen și Le Havre. Parțial amenajat la 2x2 benzi, RN 154 urmează să fie înlocuit de autostrada A154 (care va prelua anumite tronsoane existente), declarată de utilitate publică în 2018.

#### Transport feroviar
Principalele gări de călători sunt Chartres, Dreux, Épernon și Maintenon.
Eure-et-Loir este traversat de marile linii radiale Paris-Montparnasse – Brest și Paris-Austerlitz – Bordeaux-Saint-Jean; aceste linii au pierdut aproape în totalitate traficul de lung parcurs în favoarea LGV Atlantique — care traversează departamentul fără a-l deservi —, dar mențin un trafic TER Centre-Val de Loire (Rémi) intens.
În nordul departamentului, linia Saint-Cyr – Surdon este deservită de Transilien până la Dreux și de TER Normandie dincolo de această localitate.
În sudul departamentului, mai multe linii neelectrificate și cu o singură linie de cale ferată au un trafic TER mai modest, dar un trafic semnificativ de marfă pentru transportul cerealelor: linia Brétigny – La Membrolle-sur-Choisille, linia Chartres – Bordeaux-Saint-Jean (până la Courtalain - Saint-Pellerin) și linia Chartres – Orléans (până la Voves).

## Istorie
Departamentul a fost creat în timpul Revoluției Franceze, la 4 martie 1790, în aplicarea legii din 22 decembrie 1789, din părți ale vechilor provincii Orléanais (Beauce) și Perche (partea de est), dar și din Île-de-France (Drouais, Thymerais, Valea Avre și Hurepoix).
În Evul Mediu, teritoriul actual al departamentului era dominat de orașul Chartres. Acesta s-a dezvoltat datorită cultivării terenurilor fertile din Beauce (piața grâului) și vocației sale religioase, legată în special de prezența relicvei Voalului Fecioarei (dar al lui Carol al II-lea cel Pleșuv în 876). Sub impulsul lui Fulbert de Chartres, orașul a devenit leagănul unei renașteri intelectuale prin fondarea Școlii din Chartres.
La nord, Dreux, valea râului Avre și Thymerais, precum și comitatul Perche la vest, au constituit avanposturi ale regilor Franței împotriva ducilor Normandiei. Datorită importanței lor strategice, teritoriile din Eure-et-Loir au fost ancorate de timpuriu în sfera de influență capetiană și, treptat, integrate în vechile provincii Orléanais și Île-de-France.
În timpul Războiului de 100 de Ani, teritoriul departamentului a fost scena mai multor conflicte (inclusiv Journée des Harengs la Rouvray-Saint-Denis), datorită proximității sale față de Paris și Orléans. Tratatul de la Brétigny, care a pus temporar capăt războiului, a fost semnat în apropiere de Chartres.
În perioada Renașterii, Eure-et-Loir devine, de asemenea, o regiune apreciată de regii Francisc I și Henric II, datorită prezenței castelului Anet, care aparținea uneia dintre cele mai influente doamne de la curte: Diane de Poitiers.
Departamentul este, de asemenea, marcat de prezența Madame de Maintenon, Madame de Pompadour (la Crécy-Couvé), precum și a lui Maximilien de Béthune, duce de Sully, care a murit în castelul său de Villebon și a fost înmormântat la Nogent-le-Rotrou.
La Revoluție, s-a luat inițial în considerare crearea unui departament beauceron. Beauce avea avantajul de a nu fi fost niciodată o provincie sub Vechiul Regim, iar dimensiunea sa strict geografică, și nu politică, se înscria perfect în ideologia revoluționară.
Acest proiect a fost însă abandonat, în principal din cauza dorinței regelui de a nu vedea posesiunile sale franciliene fragmentate într-un număr prea mare de departamente. Crearea departamentului în configurația sa actuală s-a datorat și rezistenței locuitorilor din Thymerais și Drouais, care au refuzat să fie atașați Normandiei, precum și imposibilității de a menține unitatea Perche-ului, atât din motive politice (fost comitat), cât și din lipsa unui oraș suficient de important pentru a deveni capitală de departament.
Chartres, prin figuri precum generalul Marceau, abatele Sieyès sau Brissot de Warville, lider al girondinilor, a oferit mai mulți oameni de seamă Revoluției.
În secolul al XIX-lea, nordul departamentului a cunoscut o puternică industrializare, în special datorită tipografiei Firmin Didot și a manufacurilor textile ale familiei Waddington. Chartres și-a păstrat în principal vocația comercială, datorită pieței sale importante de grâu și comerțului cu lână provenită din numeroasele crescătorii de oi, târgul de la Châteaudun fiind, de asemenea, un loc de referință în acest domeniu.
Perche, care s-a dezvoltat puțin și cunoscuse o emigrare notabilă spre Québec în secolele precedente, a devenit o regiune cunoscută pentru bonele sale, apreciate de familiile înstărite din Paris pentru calitățile lor materne. Dreux s-a transformat, de asemenea, într-un oraș industrial, mai ales după criza filoxerei, care a dus la dispariția definitivă a viilor normande.
După lovitura de stat din 2 decembrie 1851 a lui Napoleon al III-lea, Eure-et-Loir s-a numărat printre departamentele plasate în stare de asediu pentru a preveni eventuale revolte. Totuși, mai puțin de o sută de opozanți au fost arestați.
Departamentul a fost grav afectat de războiul din 1870, în special prin bătălia de la Loigny și incendiul din Châteaudun, provocat de armata prusacă.
În secolul al XX-lea, departamentul a devenit tot mai strâns legat economic de dezvoltarea regiunii pariziene. Chartres și Dreux au beneficiat din plin de această proximitate, odată cu implantarea mai multor mari companii, printre care și viitoarele unități Philips. În același timp, valeaa râului Eure, care leagă cele două orașe, s-a transformat într-o zonă de vilegiatură, cu numeroase reședințe secundare construite în regiune.
În domeniul aviației militare, au fost înființate baze aeriene importante:
- la Chartres, între 1909 și 1997 (baza aeriană 122 Chartres-Champhol),
- la Châteaudun, între 1936 și 2014 (baza aeriană 279 Châteaudun).

În timpul celui de-Al Doilea Război Mondial, departamentul a fost marcat de activitatea prefectului Jean Moulin, care a realizat aici primul său act de rezistență împotriva ocupantului german.
Orașul Chartres a fost parțial distrus în 1944, în urma unui bombardament care a provocat incendiul bibliotecii sale. În schimb, orașul La Loupe a fost aproape complet devastat.
După război, partea de est a departamentului a fost integrată treptat în zona urbană a Parisului. Cantoanele Anet, Maintenon și Nogent-le-Roi, ba chiar și cel de Auneau, au devenit tot mai strâns legate de departamentul vecin Yvelines.
În politică, departamentul a fost leagănul și locul de alegere pentru mai multe personalități marcante ale Republicilor a III-a și a IV-a:
- William Waddington – ministru al Instrucțiunii Publice în 1873 și 1877;
- Maurice Viollette – ministru de stat sub Frontul Popular;
- Paul Deschanel – președinte al Republicii în 1920;
- Maurice Bourgès-Maunoury – președinte al Consiliului în 1957.

La începutul anilor 1980, Dreux a devenit un oraș cu o dinamică politică aparte, alegând-o ca primar în 1977, apoi ca deputată în 1981, pe Françoise Gaspard, una dintre primele femei politice care și-a asumat public homosexualitatea.
În 1983, Dreux a fost scena unei alianțe politice controversate între dreapta locală și Frontul Național, condus de Jean-Pierre Stirbois. Mai târziu, soția acestuia, Marie-France Stirbois, a fost aleasă deputată în 1989.

## Demografie
Evoluția demografică a departamentului, deși pozitivă, ascunde contraste semnificative în funcție de zone.
Estul departamentului, aflat sub influența directă a Parisului, beneficiază de câțiva ani de un aflux important de populație nouă, atrasă de costurile imobiliare mai accesibile și de o mai bună calitate a vieții.
În vest, Perche, cu peisajul său bucolic, s-a revitalizat odată cu crearea Parcului Natural Regional în 1998, atrăgând o populație mai turistică și înstărită, în căutarea unei reședințe secundare.
Centrul și sudul departamentului cunosc o evoluție demografică mai puțin favorabilă.
- Regiunea Courville-sur-Eure, bine conectată la Paris și Chartres prin calea ferată și situată în apropierea autostrăzii A11, reușește să-și mențină stabilitatea demografică.
- În schimb, zonele Châteaudun și Illiers-Combray, slab deservite de infrastructuri, suferă de o stagnare demografică sau chiar de un declin.

În 2022, departamentul avea o populație de 432 950 de locuitori, înregistrând o scădere de -0,23 % față de 2016 (Franța fără Mayotte: +2,11 %).
| An        | 1791    | 1826    | 1846    | 1866    | 1886    | 1906    | 1931    | 1962    | 1990    | 2006    | 2014    | 2022    |
| --------- | ------- | ------- | ------- | ------- | ------- | ------- | ------- | ------- | ------- | ------- | ------- | ------- |
| Populație | 256 636 | 277 782 | 292 337 | 290 753 | 283 719 | 273 823 | 254 790 | 277 546 | 396 073 | 421 114 | 445 083 | 432 950 |

## Cultură locală și patrimoniu

### Locuri si monumente
Teatre: Chartres (Théâtre de Chartres - scenă convenționată, Théâtre du Seuil, Théâtre de Poche, Théâtre du Portail-Sud), Dreux, Châteaudun, Nogent-le-Rotrou.
Săli de spectacole și concerte: Théâtre de Chartres, Vernouillet (Atelier à spectacles), Lucé (Centrul cultural Edmond Desouches), Lèves (Espace Soutine), Épernon (Les Prairiales), Chartres (Sala Ravenne), Châteaudun (Espace Malraux), Nogent-le-Rotrou, Luisant (Sala André Malraux), Anet (Dianetum).
Muzee: Chartres (Muzeul de Arte Frumoase, Centrul internațional al vitraliilor, Casa Picassiette), Mainvilliers (Le Compa), Châteaudun (Muzeul de Arte Frumoase și de Istorie Naturală), Dreux (Muzeul de Artă și Istorie), Épernon (Conservatorul pietrelor de moară și al pavajelor), Illiers-Combray (Muzeul Marcel Proust), Nogent-le-Rotrou (Muzeul castelului Saint-Jean), Loigny-la-Bataille (Muzeul Războiului din 1870), Charpont (Micul muzeu de pictură), Unverre (Muzeu-școală), Pont-sous-Gallardon (Muzeul atelierelor pionierilor și Vélorails du Pays Chartrain).
Ecomuzee, case tematice: Maison de la Beauce la Orgères-en-Beauce, Ecomuzeul viticultorilor și meșteșugarilor din Drouais, Ecomuzeul văii Aigre la La Ferté-Villeneuil.
Cinematografe: Chartres, Dreux, Châteaudun, Nogent-le-Rotrou, Senonches, Anet.
Artă contemporană: Atelierele Gabriel Loire (Lèves), Arts Itinérance (expoziții în mai multe locații din departament), l'ARTsenal (Dreux).
Monumente istorice: Biserica Saint-Pierre și catedrala din Chartres (patrimoniu mondial UNESCO), castelul din Anet, castelul din Châteaudun, Castelul Maintenon, castelul La Ferté-Vidame, castelul Saint-Jean din Nogent-le-Rotrou, casa Picassiette din Chartres, biserica Saint-Pierre și capela regală din Dreux, abația Sainte-Trinité din Thiron-Gardais, castelul Villebon, mormântul ducelui de Sully la Nogent-le-Rotrou, apeductul canalului Eure, castelul Crécy-Couvé, abația Saint-Florentin din Bonneval, castelul din Frazé, forjele din Dampierre-sur-Blévy, biserica din Meslay-le-Grenet (fresce), turnul cu ceas din Dreux, pivnițele Pressoirs din Épernon, pavilionul de vânătoare din Abondant, castelul Montigny-le-Gannelon, capela Notre-Dame d'Yron la Cloyes-sur-le-Loir (fresce), castelul Montigny-sur-Avre, casa mătușii Léonie la Illiers-Combray, capela Reveillon la La Ferté-Vidame (picturi), castelul des Vaux la Saint-Maurice-Saint-Germain și Pontgouin, castelul Villeprévost la Tillay-le-Péneux, abația Bois de Nottonville, morile de vânt din Beauce, castelul din Moléans, castelul din Courtalain, castelul Bois-Ruffin la Arrou, castelul Bouthonvilliers la Dangeau.

### Personalități
- Hugo Capet (mort în Eure-et-Loir, aproape de Voves)
- Fulbert de Chartres (episcop, fondator al Școlii din Chartres)
- Filip de Valois, rege al Franței, decedat la Coulombs, aproape de Nogent-le-Roi.
- Ioan al II-lea al Franței, care a semnat un tratat la Brétigny în timpul Războiului de 100 de Ani.
- Jean de Dunois (1402-1468), tovarăș de arme al Ioanei d'Arc.
- Fulcher de Chartres (sau Foulques), capelan al lui Baudouin, primul rege al Ierusalimului. A scris istoria evenimentelor dintre 1095 și 1117. A plecat în Țara Sfântă alături de Ștefan, conte de Chartres și de Blois, precum și de ducele de Normandia. I-a părăsit pentru a i se alătura lui Baudouin, pe care l-a însoțit în cucerirea principatului de Edessa. Originar dintr-una dintre cele mai vechi familii din Chartres, a fost numit în 1123 guvernator al regatului Ierusalimului în timpul captivitații lui Baudouin. A plecat alături de Sfântul Ludovic și a devenit cancelarul acestuia în anul 1248, în timpul celei de-a șaptea cruciade. A murit în această expediție după cucerirea Damiettei.
- Henric al IV-lea (încoronat în catedrala din Chartres)
- Maximilien de Béthune, duce de Sully (decedat la castelul Villebon, înmormântat la Nogent-le-Rotrou).
- Jeanne a Franței, născută la Nogent-le-Roi, soția lui Ludovic al XII-lea, canonizată de papa Pius al XII-lea în 1950.
- Diane de Poitiers (castelul din Anet)
- Philippe Desportes (1543-1606): poet
- Antoine Godeau, născut la Dreux pe 24 septembrie 1605 și decedat la Vence pe 21 aprilie 1672, a fost un om de litere și episcop francez.
- Jean de Rotrou (1609-1650), dramaturg și poet din Dreux.
- Madame de Maintenon (soția lui Ludovic al XIV-lea)
- Madame de Pompadour (favorita lui Ludovic al XV-lea, proprietara castelului din Crécy-Couvé)
- François-André Danican Philidor (născut la 7 septembrie 1726 la Dreux – decedat la 31 august 1795 la Londra), compozitor și jucător de șah francez.
- Alexandre-François de Senarmont, erou de la Valmy și general, înmormântat la Dreux.
- Charles-Pierre Colardeau, poet născut la Janville în 1735 și decedat în 1776 la Paris, după admiterea sa în Academia Franceză.
- Ludovic-Filip I, duce de Chartres, împreună cu unii dintre strămoșii și descendenții săi, sunt înmormântați în capela regală din Dreux.
- Alexandre-Antoine Hureau de Senarmont, baron al Imperiului și general de artilerie, înmormântat la Dreux.
- Jacques Pierre Brissot, născut la Chartres, lider al girondinilor.
- Jean-François Delacroix, originar din Anet și deputat de Eure-et-Loir, membru al Comitetului de Salvare Publică sub Convenția Națională, a propus și a obținut votarea abolirii sclaviei.
- François Séverin Marceau, general al Revoluției Franceze.
- Jérôme Pétion de Villeneuve, născut la Chartres, om politic (primar al Parisului, membru al Convenției) și eseist.
- Emmanuel Joseph Sieyès, numit vicar general la Chartres în 1787, unde a redactat Ce este starea a treia? (1789).
- Noël Ballay, poet, născut la Fontenay-sur-Eure în 1847, a trăit la Chartres și a avut parte de funeralii naționale pe 4 martie 1902 în catedrala din Chartres.
- Philippe Beaussant, muzicolog și nuvelist, membru al Academiei Franceze, a locuit la Mesnil-Thomas.
- Jean Bertholle, pictor, membru al Academiei de Arte Frumoase, care a trăit la Saint-Lucien.
- Philarète Chasles, om de litere și jurnalist, născut la Mainvilliers în 1798.
- Charles-Pierre Colardeau, poet, membru al Academiei Franceze, născut la Janville.
- Anna Gavalda, scriitoare, care a crescut (1974-1980) la Nogent-le-Roi.
- Ivry Gitlis, violonist israelian, care a trăit în Eure-et-Loir.
- Pierre-Jules Hetzel, scriitor și editor (Balzac, Jules Verne, George Sand...), născut la Chartres.
- Pascal Lainé, scriitor, laureat al Premiului Goncourt, născut la Anet.
- Gilles Leroy, scriitor, laureat al Premiului Goncourt în 2007, care locuiește aproape de La Ferté-Vidame, la Boissy-lès-Perche.
- Charles Péguy, care a scris despre Beauce și catedrala din Chartres.
- Marcel Proust, care s-a inspirat din satul mătușii sale Léonie, Illiers-Combray, unde și-a petrecut o parte din copilărie.
- Jacqueline de Romilly, filolog francez, membră a Academiei Franceze, născută la Chartres.
- Rhoda Scott, organistă și cântăreață de jazz, care locuiește în Perche, Eure-et-Loir.
- Chaïm Soutine, pictor, care a stat la Lèves, în casa Madeleinei Castaing.
- Maurice de Vlaminck, pictor cubist și fauvist, care a locuit și a murit la Rueil-la-Gadelière.
- Émile Zola, care s-a inspirat din Romilly-sur-Aigre pentru romanul său Pământul (în franceză La Terre).
- Michel Chasles, matematician, născut la Épernon.
- Gustave Le Bon, născut la Nogent-le-Rotrou, antropolog, precursor al psihologiei sociale, sociolog.
- Henri Ey, psihiatru, fost medic-șef al spitalului din Bonneval.
- Louis Blériot, care a realizat primul zbor între două orașe la Toury.
- Géo Lefèvre (1887-1961), originar din Chartres, jurnalist, gânditor și creator al Turului Franței la ciclism.
- Charles Brennus, maestru gravor și președinte de onoare al Federației Franceze de Rugby (1921), creatorul Scutului lui Brennus, trofeul suprem al Campionatului Franței de rugby. Născut la Châteaudun în 1859.
- Jean Todt, care locuiește la Le Gué-de-Longroi.
- Patrick Vieira, fotbalist originar din Dreux.
- Nicolas Escudé, jucător de tenis profesionist, născut la Chartres.
- Julien Escudé, fotbalist internațional, născut la Chartres.
- Romain Feillu, ciclist profesionist, născut la Châteaudun pe 16 aprilie 1984. A fost vicecampion mondial la tineret la Salzburg în 2006 și purtător al tricoului galben în 2008.
- Adrien Trebel, fotbalist, născut la Dreux.
- Françoise Rosay, actriță franceză, înmormântată în cimitirul din Sorel-Moussel.
- Charles Denner, actor de teatru și film, a murit pe 10 septembrie 1995 la Dreux.
- Gabriel Gabrio, actor francez, decedat la Berchères-sur-Vesgre.
- Stéphane Grappelli, unul dintre cei mai mari violoniști de jazz ai secolului XX, care a trăit mulți ani la Fontaine-la-Guyon.
- Jean Delannoy, cineast francez, care a trăit și a murit la Guainville.
- Jacqueline Maillan, care a trăit la Anet din 1960 până în 1992.
- Georges Cravenne, creatorul premiilor César, care a trăit la Charpont.
- Arlette Chabot, jurnalistă, născută la Chartres.
- Lolita Lempicka, creatoare de modă și parfumuri, care locuiește la Berchères-sur-Vesgre.
- Catherine Corsini, regizoare, scenaristă și actriță, născută la Dreux.
- Maurice Bourgès-Maunoury, președinte al Consiliului de Miniștri în timpul celei de-a IV-a Republici.
- Marie-France Stirbois, deputată de Eure-et-Loir.
- Prințul Henri, Conte de Paris, decedat în 1999 la Cherisy.
- Pascal Ory, istoric, om politic.
- Laurent Beauvais, născut la Nogent-le-Rotrou, președinte al consiliului regional din Basse-Normandie din aprilie 2008.
- Firmin Didot, tipograf instalat la Sorel-Moussel.
- Guillaume Pepy, care are legături de familie la Saulnières[24].